# دونالد الکساندر مکنزی
دونالد الکساندر مکنزی (زاده ۲۴ ژوئیه ۱۸۷۳ – درگذشته ۲ مارس ۱۹۳۶) روزنامه‌نگار و فولکلور اسکاتلندی و نویسنده پرکار در زمینه دین، اسطوره‌شناسی و مردم‌شناسی در اوایل قرن بیستم بود..

## زندگی
مکنزی در کرومارتی، پسر A.H. Mackenzie و Isobel Mackay متولد شد... او در گلاسکو روزنامه نگار شد و در سال 1903 به عنوان مالک و سردبیر ستاره شمالی به دینگوال نقل مکان کرد. از سال 1916 او نماینده روزنامه گلاسکو، بولتن، در ادینبورگ بود. او علاوه بر نوشتن کتاب، مقاله و اشعار، اغلب به ایراد سخنرانی می پرداخت و همچنین سخنرانی هایی در مورد اساطیر سلتی پخش می کرد. او دوست بسیاری از مقامات متخصص در زمینه های مورد علاقه خود بود.  برادر بزرگتر او ویلیام مکی مکنزی، دبیر کمیسیون سلطنتی بناهای باستانی و تاریخی اسکاتلند بین سال‌های 1913 و 1935 بود. او در 2 مارس 1936 در ادینبورگ درگذشت و در کرومارتی به خاک سپرده شد.

### مادرسالاری نوسنگی
مکنزی در یکی از آثار کلیدی خود، اسطوره‌های کرت و اروپای پیش از هلن (1917) استدلال کرد که در سراسر اروپا در دوران نوسنگی، جوامع پیش از هند و اروپایی مادرسالار و زن محور (جنوسان محور) بودند، جایی که الهه‌ها مورد احترام قرار می‌گرفتند، اما فرهنگ پدرسالارانه هندواروپایی («آندروکرات») عصر برنز جایگزین آن شد. نظریه های ماتریستی مکنزی به طور قابل توجهی بر ماریا گیمبوتاس تأثیرگذار بود.

### اشاعه گرایی بودایی
مکنزی دیفیوژنیست بود. او به طور خاص معتقد بود که بودایی ها جهان را در دوران باستان مستعمره کردند و مسئول گسترش صلیب شکسته بودند. او در کتاب «بودیسم در بریتانیای پیش از مسیحیت» (1928) این نظریه را مطرح کرد که بودایی ها مدت ها قبل از گسترش مسیحیت در بریتانیا و اسکاندیناوی بودند. شواهد اصلی او را می توان به شرح زیر خلاصه کرد:
کاسه Gundestrup که خدای سلتیک، Cernunnos، روی آن مانند یک بودای معمولی قرار گرفته است.
سکه های گلی با چهره های نشسته مانند بودا.
شهادت Asoka که فعالیت های بودایی را در اروپا راه اندازی کرد.
بیانیه اوریگن در مورد آموزه های بودایی در بریتانیای باستان.
این اثر با استقبال متفاوتی روبرو شد. پروفسور فلسفه ورگیلیوس فرم این اثر را مثبت ارزیابی کرد، اما سایر محققان آن را به دلیل کمبود شواهد مورد انتقاد قرار دادند..

### ریشه انگلیسیها
در سال 1922، مکنزی انسان باستانی را در بریتانیا منتشر کرد، اثری که تاریخ بریتانیا از دوران پارینه سنگی بالایی را بر اساس پایه قوم‌شناسی قوی پوشش می‌دهد. پیشگفتار کتاب توسط گرافتون الیوت اسمیت نوشته شده است. این اثر اولین سکونت‌گاه بریتانیا توسط اولین انسان‌های مدرن را در حدود 35000 سال پیش در دوره اوریگناسین پوشش می‌دهد (ص 19-27). مکنزی در این کتاب معتقد است که کرومانیون‌های قفقازی که در بریتانیا مستقر شدند دارای موهای تیره و چشم‌های تیره بودند که از نظر نژادی شبیه باسک‌های فرانسوی، ایبری‌ها و بربرهای آفریقای شمالی بودند (ص 25)، که به عقیده او یکی از اولین‌ها بودند. نمایندگان نژاد مدیترانه ای این مجموعه نژادی اولیه مدیترانه‌ای بومی بعداً توسط «انواع نژاد مدیترانه‌ای» مورد هجوم قرار گرفت که فرهنگ سولوتره را در حدود 20000 سال پیش آغاز کرد (ص 50).
به گفته مکنزی، قوم اورینیاسی و سولوتره بریتانیا در صدف با کرومگنون فرانسه تجارت می کردند. آنها بعداً با انواع نژادهای قفقازی که بعداً وارد شدند، از جمله پروتوآلپین ها (نژاد فورفوز)، که براکی سفالیک (جمجمه پهن) بودند و نژاد لاپید که دارای ویژگی های فنوتیپی جزئی اسکیمو بودند، آمیختند. مکنزی همچنین بر این باور بود که در بریتانیا در زمان ماگدالنیان، نژادی بسیار کم رنگ در تعداد کمی وجود داشت، که احتمالاً آنها نیز بلوند بودند و با «ایبری‌های تاریک» درآمیختند (ص 60). مکنزی معتقد بود که در دوران نوسنگی، نوع نژادی غالب بریتانیا همچنان مدیترانوئید بود: «ناقلان فرهنگ نوسنگی در ایبری‌های اصلی از نوع نژادی مدیترانه‌ای بودند» (ص 126) که به تجارت مروارید و سنگ معدن پرداختند. در مورد بریتانیا عصر برنز، مکنزی چندین فصل را به حمایت از نظریه خود اختصاص داد که بازرگانان و «کاوشگران» (معدن‌گران) وارد بریتانیا شدند. 2500 قبل از میلاد، در اصل از مدیترانه شرقی (ص 98-101). این نظریه در ابتدا توسط هارولد پیک، که اصطلاح 'نظریه کاوشگر' را ابداع کرد، توسعه یافت.
مکنزی بر این باور بود که این مدیترانه‌ای‌هایی که بخش‌هایی از بریتانیا را مستعمره کردند تا دوره‌های تاریخی بعدی به خوبی زنده ماندند (ص. 118) و نژاد مدیترانه‌ای به طور کلی سهام نژادی عمده بریتانیا از دوران پارینه سنگی تا نوسنگی و تا دوره‌های جدیدتر بود. آنها موهای سیاه یا قهوه‌ای داشتند و پوستی مثل موهای ایتالیایی‌های جنوبی داشتند (ص 126) و با وجود آنگلوساکسون‌ها و اسکاندیناوی سکونتگاه‌های بعدی در بریتانیا تا امروز (ص. 139) زنده مانده‌اند. مکنزی که از نظر ظاهری منصف تر بودند، معتقد بود که ورودی یا ترکیب ژنتیکی آنها بسیار محدود است، اما آنها بریتانیایی ها را تحت سلطه خود درآورده اند که تمدن و فرهنگ جدیدی را تحمیل می کنند. (ص 227).

## کتابها
الف ها و قهرمانان (1909) (قصه ها و اشعار)
فین و گروه جنگجویش؛ یا، قصه های آلبان پیر (1911)
خلیفه غرب (1911)
اسطوره و افسانه هندی (1912)
اسطوره و افسانه توتونیک (1912، ویرایش دوم 1934)
دونالد الکساندر، مکنزی (1913). اسطوره و افسانه هندی گرشام، لندن
اسطوره و افسانه مصر (1913)
اسطوره ها و افسانه های بابل و آشور (1915); نسخه های آنلاین: gutenberg.org، sacred-texts.com، wisdomlib.org
داستان های پری هندی (1915)
اقدامات شجاعانه جنگ (1915)
قهرمانان و اعمال قهرمانانه جنگ بزرگ (1915)
کارهای بزرگ جنگ بزرگ (1916)
داستان های زندگی مردمی روسیه (1916)
لرد کیچنر، داستان زندگی و کار او (1916)
از همه جبهه ها (1917)
داستان های شگفت انگیز از اسطوره و افسانه اسکاتلند (1917)
اسطوره های کرت و اروپای پیش از هلنی (1917)
میراث جهانی ادبیات حماسی، قهرمانانه و رمانتیک جلد اول (1918)
میراث جهانی ادبیات حماسی، قهرمانانه و رمانتیک جلد دوم (1919)
پسران و دختران سرزمین مادری (1919)
داستان جنگ بزرگ (1920)
پسران و دختران کانادا (1920)
انسان باستانی در بریتانیا (1922)
اسطوره های آمریکای پیش از کلمبیا (1924)
داستان هایی از حماسه های شمالی (1926)
خدایان کلاسیک (1926)
داستان کرت باستان (کتابچه 80 صفحه ای، 1927)
داستان مصر باستان (کتابچه 80 صفحه ای، 1927)
داستان بابل باستان و آشور (کتابچه 80 صفحه ای، 1927)
بودیسم در بریتانیای پیش از مسیحیت (1928)
اسطوره های چین و ژاپن (1924، ویرایش دوم 1930)
داستان هایی از مورها و کوه ها (1931)
انگلستان باستان (پمفلت، 1931)
افسانه ها و سنت های جزایر دریای جنوبی (1931)
مهاجرت نمادها و روابط آنها با اعتقادات و آداب و رسوم (1926)
ردپای انسان اولیه (1927)
تمدن های باستانی از دوران قدیم تا میلاد مسیح (1927)
داستان های شگفت انگیز برمه (1929)
اسکاتلند: پادشاهی باستان (1930)
برخی سازندگان تاریخ (1930)
افسانه های ملانزیا و اندونزی (1930، ویرایش دوم 1933)
فرهنگ عامیانه اسکاتلندی و زندگی عامیانه (1935)
آهنگ های ارتفاعات و جزایر (1936)